# Battle Ground (Indiana)
Battle Ground es un pueblo ubicado en el condado de Tippecanoe, Indiana, Estados Unidos. Según el censo de 2020, tiene una población de 1838 habitantes.

## Geografía
La localidad está ubicada en las coordenadas 40°30′27″N 86°51′10″O / 40.50750, -86.85278 (40.507515, -86.852674). Según la Oficina del Censo de los Estados Unidos, Battle Ground tiene una superficie total de 2.64 km², correspondientes en su totalidad a tierra firme.

## Demografía
Según el censo de 2020, hay 1838 personas residiendo en Battle Ground. La densidad de población es de 696,21 hab./km². El 90.15% de los habitantes son blancos, el 0.65% son afroamericanos, el 0.65% son amerindios, el 1.36% son asiáticos, el 1.31% son de otras razas y el 5.88% son de una mezcla de razas. Del total de la población, el 4.24% son hispanos o latinos de cualquier raza.